# Антериво
Антериво (італ. Anterivo) — муніципалітет в Італії, у регіоні Трентіно-Альто-Адідже, провінція Больцано.
Антериво розташоване на відстані близько 500 км на північ від Рима, 31 км на північний схід від Тренто, 25 км на південь від Больцано.
Населення — 389 осіб (2014).

## Демографія
Населення за роками:

Станом на 1 січня 2023 року в муніципалітеті офіційно проживав 21 іноземець з 10 країн, серед них 5 громадян країн Євросоюзу.

## Сусідні муніципалітети
- Капріана
- Карано
- Кастелло-Моліна-ді-Фіємме
- Тродена
- Вальфлоріана